# Assedio dell'Alcázar di Toledo
L'assedio dell'Alcázar di Toledo fu una delle prime battaglie della guerra civile spagnola. A Toledo si fronteggiarono i miliziani governativi del Frente Popular e i nazionalisti sollevatisi contro il governo frontista. I nazionalisti si asserragliarono nell'Alcázar di Toledo venendo posti sotto assedio dal 21 luglio al 27 settembre del 1936 quando furono liberati da una colonna di soccorso dell'esercito africano spagnolo, guidata dal generale José Enrique Varela.

## L'insurrezione
Il 18 luglio, dopo il colpo di Stato ad opera delle forze armate spagnole dislocate nel Marocco spagnolo contro il governo guidato dal Frente popular, il colonnello José Moscardó Ituarte, uno dei più anziani istruttori dell'accademia di fanteria che aveva sede nell'Alcázar, si trovava a Madrid in procinto di partire per Barcellona dove si sarebbe unito al figlio Pepe per proseguire verso Berlino, dove si svolgevano le Olimpiadi. Avuta notizia dell'alzamiento ritornò velocemente all'Alcàzar. Pure il capitano Emilio Vela Hidalgo, anch'egli istruttore all'Alcàzar, si trovava casualmente a Madrid e, vista la situazione, si impegnò a rintracciare i cadetti della scuola per riportarli a Toledo trovandone solamente sei, essendo tutti gli altri fuori città per le vacanze estive.
Giunto a Toledo Moscardò si incontrò con il colonnello Valencia dell'Accademia e il colonnello Romero, comandante della Guardia Civil, apprendendo di essere l'ufficiale più alto in grado e più anziano tra quelli presenti, essendo irreperibili sia il governatore militare di Toledo che il comandante della fortezza. Al suo comando, vi erano solo 200 tra soldati e ufficiali. Valutando di non poter tenere la città, su consiglio del colonnello Romero, decise di far concentrare tutta la Guardia Civil (circa 700 uomini) a Toledo e fu inviato il messaggio "Sempre fedeli al dovere" che significava concentrarsi a Toledo per unirsi agli insorti e prepararsi a sostenere l'assedio contro le forze repubblicane. Nel frattempo il capitano Vela rientrò con sei giovani cadetti tra cui Cruz Bullosa, figlio di un generale lealista al governo di Santiago Casares Quiroga. Vela, acceso falangista, contattò i membri della Falange Española y de las JONS di José Antonio Primo de Rivera, circa una sessantina, invitandoli a rifugiarsi all'interno della fortezza.
Il 19 luglio, non sapendo il governo repubblicano dell'adesione di Moscardò all'insurrezione, questi venne contattato da Madrid dal generale Cruz Bullosa per conto del ministero della Guerra affinché consegnasse il figlio del generale agli Asaltos che aveva inviato per riprenderlo e provvedesse inoltre a raccogliere le munizioni nella locale fabbrica d'armi. Per guadagnare tempo Moscardò richiese un ordine scritto. Nel pomeriggio giunsero gli Asaltos venuti a prelevare il figlio. In serata Moscardò ricevette una nuova telefonata dal ministero che gli comunicava l'invio dell'ordine scritto per il mattino seguente.
Il 20 luglio, in mattinata, giunsero a Toledo quasi tutte le Guardie Civil della provincia portandosi dietro le famiglie, ventisei di queste erano state circondate e linciate dalla popolazione a Tembleque. Nel frattempo l'ordine scritto da parte del governo non arrivò, e il generale Sebastián Pozas telefonò a Moscardò intimando di recuperare tutte le munizioni nella fabbrica d'armi e di inviarle a Madrid minacciando l'invio dei soldati. Moscardò intuì che il suo bluff era scoperto e dispose l'ingresso dei civili all'interno della fortezza.

## Le forze in campo
Le forze repubblicane erano all'incirca 8 000 tra militari governativi e militanti della CNT, della FAI e dell'UGT. I repubblicani possedevano varie armi di Artiglieria, qualche veicolo blindato e due o tre carri armati. La Fuerzas Aéreas de la República Española effettuò varie ricognizioni sulla città e bombardò l'Alcázar in 35 occasioni.
I difensori del Bando nacional, secondo un computo fatto dallo stesso Moscardò, erano circa 1200 tra soldati e altri uomini in armi, il cui nerbo era costituito da 690 Guardie Civil, 106 civili armati tra falangisti, carlisti e membri della CEDA e circa 200 militari della piazza di Toledo e 100 militari sbandati dei vari corpi confluiti a Toledo nei giorni dell'insurrezione. Tra i militari vi erano i venti artiglieri della fabbrica di armi che, il 21 luglio, insieme al maggiore Mendes Parada si erano uniti in blocco agli insorti. I cadetti dell'Accademia erano i sei rientrati da Madrid con il capitano Vela, anche se uno era dovuto rientrare a Madrid, ed altri due presentatisi all'Alcàzar. I civili non in armi erano circa 500 donne e 50 bambini che erano i familiari degli assediati o civili rifugiatisi nel forte temendo aggressioni da parte dei socialisti e degli anarchici.

## L'assedio

### L'inizio dell'assedio (21 luglio)
Il 21 luglio, alle sette del mattino, prima all'interno della fortezza poi in piazza Zocodover, il capitano Emilio Vela Hidalgo dell'Accademia militare dichiarò lo «Stato di Guerra»  ed emanò dei mandati di cattura per tutti gli attivisti di sinistra conosciuti. Fu arrestato il direttore del carcere. Subito furono inviati dei camion verso la fabbrica d'armi dove i militari della Guardia Civil iniziarono delle trattative con il colonnello Soto, come diversivo per recuperare le armi e portarle all'Alcázar.
Poco dopo si scatenarono violenti combattimenti in città con le avanguardie repubblicane guidate da José Riquelme giunte da Madrid ed entrò in azione anche l'aviazione lealista che sganciò alcune bombe sull'Alcàzar e sulle posizioni nazionaliste più avanzate a Puerta Nueva de Bisagra finché i nazionalisti in difficoltà dovettero rifugiarsi nell'Alcàzar.
Le truppe repubblicane si stabilirono nell'ospedale cittadino, per poi assaltare la locale fabbrica di armi presidiata da un contingente di militari della Guardia Civil. Il generale José Riquelme, militare di vecchia tradizione, cercò di convincere telefonicamente gli insorti alla resa disdegnando in cuor suo l'idea di bombardare la fortezza
Il 22 luglio i repubblicani, che erano penetrati in Toledo, tentarono di conquistare l'Alcázar con un bombardamento dell'aviazione. I nazionalisti si limitarono a una difesa passiva del forte e del palazzo del Gobierno dove si erano nel frattempo ritirati, aprendo il fuoco solo quando stava per partire l'attacco. I profughi all'interno furono fatti discendere nei sotterranei. Iniziò così l'assedio dell'Alcázar. Nel frattempo la fortezza ricevette numerose telefonate dal ministero della Guerra, in Madrid, per indurla alla resa.

### La morte di Luis Moscardò
Il 23 luglio i familiari di Moscardò che si erano nascosti presso amici furono scoperti dai repubblicani. La moglie e il figlio più piccolo furono imprigionati in un manicomio mentre il più grande, Luìs, fu consegnato al comandante della milizia popolare Càndido Cabello. Nella stessa mattinata Cabello, dopo aver fatto riallacciare la linea telefonica chiamò il colonnello Moscardó intimando la resa entro dieci minuti minacciando la fucilazione del figlio diciassettenne Luis. Il colonnello poté quindi parlare con il figlio al telefono e quando questi gli confermò le minacce di Cabello gli disse: «Allora raccomanda la tua anima a Dio, grida "¡Viva España!" e muori come un patriota». Luis rispose: «Un bacio molto forte, papà», e il padre «Un bacio molto forte, figlio mio». Ripresa la conversazione con Cabello, Moscardò concluse: «L'Alcázar non si arrenderà mai» e chiuse la conversazione. La indotta convinzione che Luis fosse stato fucilato subito rafforzò la determinazione dei difensori a non arrendersi. Inoltre la notizia rimbalzò sulla stampa estera ingenerando sdegno.
Molte discordanze riguardano la morte di Luis Moscardò che secondo alcuni storici fu fucilato due giorni dopo e negli studi più recenti un mese dopo il 23 agosto 1936 come rappresaglia per un bombardamento su Toledo.
Due ex repubblicani in esilio a New York negli anni cinquanta sostennero che i fili del telefono fossero stati tagliati il giorno prima della conversazione tra Moscardò e Cabello e che quindi non fosse stata possibile alcuna telefonata. Questa tesi fu confutata dallo storico nazionalista Manuel Aznar Infatti i fili del telefono non furono materialmente tagliati, ma furono posti a partire dal 22 luglio sotto il diretto controllo della centrale telefonica di Madrid. In seguito la questione fu nuovamente sollevata da Herbert H. Southword che, giunto in Spagna durante la guerra civile come giornalista, collaborò ben presto con i servizi segreti repubblicani e in seguito proseguì la sua attività presso Juan Negrín e il governo spagnolo in esilio pubblicando numerosi libelli di propaganda per conto dell'associazione dei fuoriusciti spagnoli.

### 22 luglio-13 agosto
Il 24 luglio circa un centinaio di Guardias Civiles al comando di Romero, uscite dalla fortezza, irruppero sulla plaza de Zocodover occupandola momentaneamente. Subito dopo dalla fortezza uscirono altre guardie civil dotate di grossi cesti con i quali rastrellarono tutti i viveri possibili prima che i miliziani potessero organizzare la controffensiva.
Il 25 luglio sui giornali madrileni e sulla radio fu diffusa la falsa notizia dell'avvenuta resa dell'Alcàzar, per tale motivo furono inviati dei corrieri verso le truppe nazionaliste per avvertirle della non veridicità della notizia. Si offrì volontario il tenente Juan Alba, ma dopo aver percorso circa quaranta chilometri fu riconosciuto da uno dei suoi soldati, catturato fu fucilato dai miliziani.
Nel frattempo i viveri all'interno della fortezza iniziarono a scarseggiare e pattuglie iniziarono ad uscire la sera tentando di recuperare qualcosa. Viceversa abbondava l'acqua delle cisterne interne che non furono danneggiate e si iniziò a macellare i cavalli e i muli presenti nelle stalle.
Si iniziò a stampare un giornale ad uso interno chiamato Alcàzar. Il 3 agosto un profugo civile avvertì Moscardò di essere a conoscenza di un deposito di grano vicino all'Alcàzar, ma in territorio controllato dai repubblicani, pertanto la sera stessa una pattuglia si recò sul posto riportando indietro 29 sacchi da 90 kg. Altre pattuglie, composte principalmente da falangisti, che conoscevano bene la città, iniziarono anch'esse ad uscire la notte per compiere razzie in territorio nemico.

### 14 agosto - 17 settembre
Dal 14 agosto i repubblicani cambiarono strategia. Le forze d'assedio nella zona nord si erano notevolmente ridotte. Decisero di attaccare la casa del governatore, che si trovava a solo 40 metri dall'Alcázar, per farne un punto di fuoco. Gli attacchi, però, vennero sempre respinti. Un primo segnale dell'avanzata delle truppe nazionaliste verso Toledo, ci fu la mattina del 22 agosto quando un aereo dell'Aviazione Legionaria sganciò sul forte dei viveri e volantini firmati da Franco che rassicurava circa il prossimo arrivo delle truppe nella città. I volantini, recuperati solo il giorno dopo, infusero fiducia nei difensori a cui permisero di sperare oltre che nell'arrivo delle truppe di Emilio Mola, anche di quelle del generale Franco che si avvicinava al comando dell'armata d'Africa. Nello stesso periodo vi furono pure due nascite.
Il 9 settembre, dato che i collegamenti telefonici erano stati interrotti, la guarnigione assediata fu informata tramite megafono che un inviato dei repubblicani, il colonnello Vicente Rojo Lluch ex insegnante di tattica molto conosciuto all'Alcàzar, sarebbe stato inviato a trattare con il colonnello Moscardó. Rojo garantì, in caso di resa, la salvezza per tutte le donne e i bambini all'interno della fortezza mentre gli ufficiali sarebbero stati processati davanti alla corte marziale. Moscardó senza esitare rifiutò la proposta di resa e Rojo, che l'aveva previsto, gli rispose: «Anch'io, se fossi lì dentro, non mi arrenderei». Moscardò chiese inoltre che fosse permesso l'ingresso ad un sacerdote per battezzare due bambini nati durante l'assedio e per recitare la messa. Ne approfittò anche il capitano Luis Alamàn che rivelò a Rojo il nascondiglio della moglie e delle figlie a Madrid. Rojo il giorno seguente, si recò poi a Madrid e ritrovatili li nascose in casa propria.
Il 10 settembre tutte le donne e i bambini furono fatti evacuare da Toledo. L'11 settembre Rojo riuscì, durante una tregua, a far entrare Enrique Vázquez Camarassa, un sacerdote di tendenza liberale che pur essendo stato catturato dai miliziani era sfuggito alla fucilazione. Impossibilitato a confessare tutti i difensori della fortezza, per i tempi ristretti che gli erano stati concessi, impartì l'assoluzione collettiva, poi una sorta di estrema unzione generale. Intanto presso gli spalti alcuni miliziani disarmati si avvicinarono ai difensori fraternizzando e offrendo sigarette agli avversari. Prima di abbandonare la fortezza Camarassa chiese a Moscardò di far uscire i bambini e le donne, ma queste ultime si rifiutarono.
Un ulteriore tentativo di mediazione venne tentato il 12 settembre dall'ambasciatore cileno a Madrid Nunez Morrado, ma fallì perché le linee telefoniche erano interrotte.

### 18 settembre

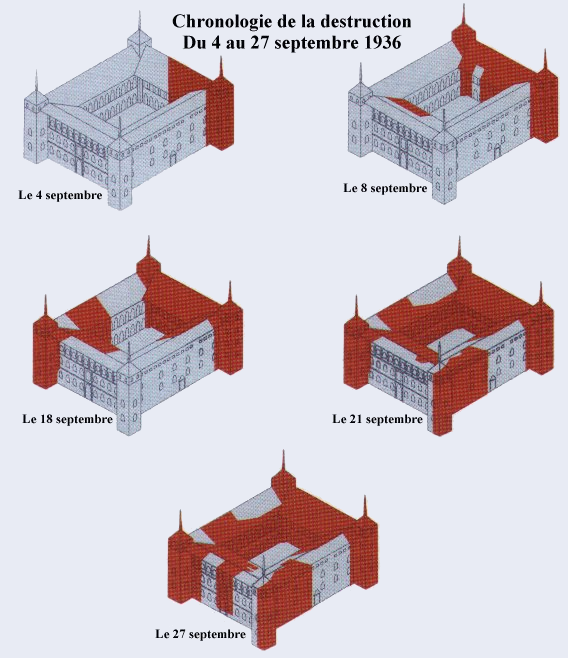
La distruzione dell'Alcázar dal 4 al 27 settembre 1936

Dal 24 agosto, i repubblicani iniziarono a scavare gallerie sotto la fortezza per poter collocare mine nella parte nord-ovest e sud-est del forte. Il 18 settembre alle 7 del mattino la torre di sud-est crollò e per breve tempo le macerie furono conquistate dai miliziani che vi issarono una bandiera rossa, ma furono rapidamente respinti dai difensori dopo tre ore di combattimenti. La mina piazzata sotto l'altra torre non esplose e quattro ufficiali riuscirono a respingere l'attacco che era intanto partito.

### 19 settembre - 26 settembre
Il 19 settembre, il neopremier Largo Caballero venne in visita a Toledo convinto di assistere alla resa della fortezza portandosi dietro numerosi giornalisti. Frustrato dalla tenacia dei difensori ordinò ai miliziani di conquistarla entro ventiquattro ore.I repubblicani cambiarono nuovamente tattica e a partire dal 20 settembre si iniziò ad irrorare la fortezza con benzina per tentare di darle fuoco poi con il lancio di granate.
Il 21 settembre il generale Francisco Franco, alla guida dell'armata d'Africa, che arrivava da sud, deviò dal suo percorso diretto a Madrid per raggiungere Toledo e liberare la fortezza dall'assedio. Al generale Kindelan, che gli fece presente che la liberazione di Toledo avrebbe forse pregiudicato la presa di Madrid, rispose: "Certo. Ma non ha importanza, Toledo è un simbolo". Intanto i difensori iniziarono a ritirarsi dagli edifici periferici per difendere ciò che restava del forte. I repubblicani incominciarono ad assaltare gli edifici la mattina del 22, ma l'avanzata fu lenta perché ignoravano che fossero disabitati. All'alba del 23 i repubblicani assaltarono la breccia nord del forte, sorprendendo i difensori, facendo esplodere le mine scavate sotto i bastioni e riempite di dinamite. Gli assediati furono costretti a ritirarsi dal patio dell'Alcazar e contrattaccarono respingendo l'assalto. Un nuovo assalto venne tentato nella mattinata, ma dopo 45 minuti l'avanzata venne bloccata.
Il generale Varela sostituì il generale Yague alla testa delle due colonne di soccorso per raggiungere la città da nord. Il 25 settembre una nuova mina fece crollare nel Tago la torre di nord-est ma non fu possibile alcun attacco dato che le fondamenta resistettero; nel frattempo Varela era arrivato a 15 chilometri dalla città. Alcuni falangisti nella notte uscirono dalla fortezza per rientrarvi dopo aver recuperato del cibo.
Il 26 le truppe degli insorti arrivarono a Bargas, a 6 km da Toledo tagliando i collegamenti tra Toledo e Madrid e il giorno seguente le truppe di Varela, che erano apparse in cima al crinale, sferrarono l'attacco contro la città. I miliziani scapparono senza abbozzare difesa, lasciando nelle mani degli insorti l'importante fabbrica di armi di Toledo intatta. Alcuni repubblicani riuscirono a fuggire fino a Aranjuez. La sera stessa le truppe marocchine giunsero sotto la fortezza liberandola. Moscardò accolse Varela con la formula che aveva dato il via all'insurrezione: "Sin novedad".

## L'Alcázar nella cultura di massa
All'assedio dell'Alcázar venne dedicato un film del 1940, prodotto in Italia e intitolato L'assedio dell'Alcazar, trasmesso in Spagna con il titolo Sin novedad en el Alcázar. L'assedio appare anche nel film del 2019 Mientras dure la guerra.